# Jean-Louis Martinoty
Jean-Louis Martinoty, né le 20 janvier 1946 à Étampes et mort le 27 janvier 2016 à Neuilly-sur-Seine, est un metteur en scène et écrivain français remarqué pour ses mises en scène d'opéras baroques à partir des années 1980. Il fut également administrateur général de l'Opéra de Paris de 1986 à 1989 .

## Biographie
Jean-Louis Martinoty passe son enfance et son adolescence en Algérie où son père est fonctionnaire des impôts. En 1961, ses parents quittent l'Algérie pour Nice où il fait des études de lettres classiques tout en apprenant le violoncelle. Après quelques années d'enseignement, il se fait connaître comme essayiste, journaliste, homme de radio et critique musical au journal L'Humanité. C'est dans ce cadre qu'il rencontre le metteur en scène lyrique Jean-Pierre Ponnelle avec qui il découvre l'univers de l'opéra. Celui-ci l'invite en 1972 au Festival de Salzbourg où il prépare une nouvelle mise en scène des Noces de Figaro avec Herbert von Karajan pour évoquer un futur projet d'un livre commun sur Mozart. À la suite d'un remplacement ponctuel de Jean-Pierre Ponnelle pour une répétition, il devient son assistant pendant plusieurs années, écrivant pour lui la plupart des scénarios de ses films d'opéra (dont La Clémence de Titus, Madame Butterfly, Carmina Burana) et réalisera lui-même en 1985 un film d'opéra (Pasticcio d'après Haendel) ainsi que deux documentaires sur le maniérisme italien. En 1992, il épouse Tamara Adloff.
Jean-Louis Martinoty commence une carrière de metteur en scène d'opéra en 1975 avec Le Songe d'une nuit d'été de Britten à l'Opéra de Strasbourg suivi de La Périchole d'Offenbach à l'Opéra de Lyon en 1977. Alors que cela n'est pas encore la mode, Louis Erlo, directeur de l'Opéra de Lyon, lui confie ensuite plusieurs ouvrages rares du répertoire baroque (Ercole amante de Francesco Cavalli en 1979, David et Jonathas de Marc-Antoine Charpentier en 1981 qui obtient le Prix Claude-Rostand). Entretemps, il met en scène Semele dans le cadre du festival Haendel de Karlsruhe, festival auquel il participera régulièrement jusqu'en 1995 avec Rinaldo, Giulio Cesare in Egitto, Tamerlano et Amadigi. En mars 1982, il se voit confier Le Couronnement de Poppée de Monteverdi à l'Atelier lyrique de Tourcoing sous la direction musicale de Jean-Claude Malgoire qui reçoit à nouveau le prix Claude-Rostand.
Au Festival d'Aix-en-Provence en 1982, c'est la consécration avec Les Boréades de Jean-Philippe Rameau et John Eliot Gardiner à la baguette (création mondiale posthume après presque deux siècles d'oubli,) qui obtient le Grand Prix de la meilleure production lyrique. En 1991, Alceste de Lully au théâtre des Champs-Élysées (dont le cinéaste Jacques Rozier fera un film à partir d'extraits des répétitions et de la générale,,) marque les esprits. Tout comme Tarare d'Antonio Salieri au Festival de Schwetzingen, évoqué en termes élogieux dans la "Pipers Enzyklopädie des Musiktheaters (de)",les rares L'Argia (en) de Cesti et L'opera seria de Gassmann avec le chef d'orchestre belge René Jacobs à Innsbruck ou encore Thésée de Lully avec Emmanuelle Haïm au théâtre des Champs-Élysées.
Son expérience du baroque l'amène à écrire un livre en 1990, Voyages à l'intérieur de l'opéra baroque, De Monteverdi à Mozart, dans lequel il analyse une dizaine d’œuvres sur les plans dramatique, scénographique et politique. Mais ses nombreuses mises en scène (près d'une centaine entre 1975 et 2015) ne se limitent pas au baroque au cours de sa carrière et abordent l'ensemble du répertoire sur les grandes scènes françaises et internationales : Ariane à Naxos de Richard Strauss à Covent Garden, la Tétralogie de Wagner à Karlsruhe dont il a également conçu les décors, Le Vaisseau fantôme du même compositeur et Orphée aux Enfers d'Offenbach à l'Opéra de Paris, Carmen de Bizet à Bonn et à Tokyo, Pelléas et Mélisande de Debussy au théâtre des Champs-Élysées, La Clémence de Titus de Mozart et Don Pasquale de Donizetti au Deutsche Oper Berlin, Faust de Gounod au Teatro San Carlo de Naples, Don Giovanni de Mozart au Wiener Staatsoper. Après une expérience théâtrale au Festival d'Avignon en 1983 avec un montage d'extraits des pièces de Racine dans un décor d'Olivier Debré, il fait une incursion dans le domaine de l'opérette viennoise avec La Veuve joyeuse de Franz Lehár et Le Baron tzigane de Johann Strauss à l'Opéra de Zurich en 1990 sous la direction musicale de Nikolaus Harnoncourt. Et même de la comédie musicale avec Le Petit Prince tiré du roman de Saint-Exupéry sur une musique de Richard Cocciante et des paroles d'Élisabeth Anaïs au Casino de Paris en 2002.
Sa solide direction d'acteur, ses mises en scène érudites[réf. nécessaire], en collaboration régulière avec le décorateur autrichien Hans Schavernoch (de) et le costumier Daniel Ogier, sont la plupart du temps saluées, telle sa production des Noces de Figaro de Mozart qui reçoit à nouveau le Grand Prix de la meilleure production lyrique. Créée au théâtre des Champs-Élysées en 2001, elle est reprise trois fois au cours des sept saisons suivantes, puis au Wiener Staatsoper où elle entre au répertoire. En revanche, Faust de Gounod à l'Opéra Bastille en 2011 avec Roberto Alagna dans le rôle-titre fait l'objet d'une salve de critiques négatives, notamment en raison de son décor chargé et de sa mise en scène jugée trop « kitsch ».
Il fait un retour remarqué en 2012 avec Macbeth de Verdi créé à l'Opéra national de Bordeaux,. Reprise à l'Opéra de Nancy en 2013, à l'Opéra de Toulon en 2014, cette production est sa dernière mise en scène. Jean-Louis Martinoty meurt à l'âge de 70 ans le 27 janvier 2016 dans une clinique de Neuilly-sur-Seine après une opération du cœur. Fleur Pellerin, ministre de la Culture et de la Communication, lui rend hommage dans un communiqué de presse : « Le monde de l'Opéra pleure la disparition de celui qui s'est révélé très tôt comme l'un des meilleurs metteurs en scène d'Opéra de sa génération... Il aura été aussi un des grands directeurs de l'Opéra de Paris, tout à la fois gardien de la tradition lyrique et visionnaire ouvert à la modernité […] Il était de ces metteurs en scène dont l'art consiste à rester totalement au service des grandes partitions, donnant totalement à voir pour nous permettre de mieux les entendre… ». En octobre 2017, son ami Jean Ristat publie un long poème élégiaque sur sa disparition, Éloge funèbre de Monsieur Martinoty.
Jean-Louis Martinoty est inhumé dans le cimetière de Joiselle, village de la Marne où il vivait depuis quarante-cinq ans.

### Administrateur général de l'Opéra de Paris
Jean-Louis Martinoty a été l'administrateur général de l'Opéra de Paris de 1986 à 1989. Nommé à la surprise générale le 12 février 1986 après la démission de son prédécesseur, l'Italien Massimo Bogianckino élu maire de Florence, il doit diriger la maison dans le contexte très tendu du « pré-Bastille », caractérisé par des querelles internes et d'importants problèmes de budget. Malgré ces difficultés, il innove néanmoins à plusieurs reprises pendant son mandat,.
Dès son arrivée, il nomme un directeur musical (Lothar Zagrosek), fonction qui n'existait plus à l'Opéra de Paris depuis 1826 et qui a été maintenue quasiment sans interruption jusqu'à aujourd'hui ainsi qu'un directeur technique, un directeur de la programmation et un directeur des ateliers.
Passionné d'art contemporain, il le fait entrer non sans quelques remous sous les ors du Palais Garnier :
- en initiant les "Cartes blanches", spectacle global monté autour d'un artiste peintre, d'un plasticien ou d'un sculpteur (Karel Appel, Paul Jenkins, Arman, Bernar Venet)
- en collaborant avec des peintres ou des plasticiens comme décorateurs d'opéra (Valerio Adami, Olivier Debré, Dado), pratique qui était une première à l'époque et qui s'est largement généralisée par la suite
- en décorant son propre bureau d'administrateur de meubles créés par Arman en forme d'instruments de musique.

Il inscrit au répertoire deux opéras du compositeur tchèque Leoš Janáček, Katja Kabanova et De la maison des morts, produits parallèlement pour la première fois en 1988 au Palais Garnier et Salle Favart.
Entre 1986 et 1989, trois opéras seront créés sur la scène du palais Garnier : La Célestine de Maurice Ohana dans une mise en scène de Jorge Lavelli, Doktor Faust de Busoni et Le Maître et Marguerite de York Höller d'après le roman de Boulgalkov, prix de la critique en Allemagne. C'est également sous le mandat de Jean-Louis Martinoty en janvier 1987 que sera programmé à l'Opéra-Comique Atys de Lully, mis en scène par Jean-Marie Villégier sous la direction musicale de William Christie.

## Principales mises en scènes
- 1975 : Le Songe d'une nuit d'été de Benjamin Britten, Opéra de Strasbourg
- 1977 : La Périchole de Jacques Offenbach, direction musicale Claire Gibault, Opéra de Lyon
- 1979 : Idoménée de Mozart, direction musicale Eric Bergel, Opéra de Lyon
- 1980 : Semele de Haendel, Badisches Staatstheater de Karlsruhe
- 1980 : Écouter-Mourir, musique et livret Nguyên Thiên Dao, Avignon - Cloître des Célestins
- 1981 : David et Jonathas de Marc-Antoine Charpentier, direction musicale Michel Corboz, Opéra de Lyon
- 1981 : La Bohème de Giacomo Puccini, direction musicale Paolo Peloso, Opéra de Lyon
- 1982 : Le Couronnement de Poppée de Monteverdi, direction musicale Jean-Claude Malgoire, Atelier lyrique de Tourcoing
- 1982 : Les Boréades de Jean-Philippe Rameau, direction musicale John Eliot Gardiner, Festival d'Aix-en-Provence
- 1983 : Racine(s) d'après Racine, scénographie Olivier Debré, costumes Daniel Ogier, Festival d'Avignon
- 1984 : Madame Butterfly de Puccini, direction musicale Hans Gierster, Opéra de Nuremberg
- 1985 : Ariane à Naxos de Richard Strauss, direction musicale Jeffrey Tate, Covent Garden
- 1985 : L'Heure espagnole de Maurice Ravel, direction musicale Philippe Nahon, Opéra-Comique
- 1985 : Gianni Schicchi de Puccini, direction musicale Marcello Panni, Opéra-Comique
- 1986 : Ariane à Naxos de Richard Strauss, direction musicale Marcello Panni, Opéra-Comique
- 1987 : Le Vaisseau fantôme de Richard Wagner, direction musicale Marek Janowski, Opéra Garnier
- 1987 : Il trittico de Puccini, direction musicale Marcello Panni, Opéra-Comique
- 1988 : Orphée aux Enfers de Jacques Offenbach, direction musicale Lothar Zagrosek, Opéra Garnier
- 1988 : Tarare de Salieri, direction musicale Jean-Claude Malgoire, Festival de Schwetzingen
- 1989 : Le Chevalier à la rose de Richard Strauss, direction musicale Georg Schmőhe, théâtre des Champs-Élysées
- 1990 : L'heure espagnole de Maurice Ravel et Les tréteaux de Maître Pierre de Manuel de Falla, direction musicale Jacques Mercier, Opéra-Comique
- 1990 : Le Baron tzigane de Johann Strauss, direction musicale Nikolaus Harnoncourt, Opéra de Zurich
- 1991 : Alceste de Lully, direction musicale Jean-Claude Malgoire, théâtre des Champs-Élysées et Opéra royal de Versailles
- 1993 : Miroirs d'Aragon, d'après des textes de Louis Aragon, avec François Chaumette, Edith Scob, Daniel Mesguich, théâtre des Champs-Élysées
- 1993 : Mefistofele d'Arrigo Boito, Opéra de Bâle
- 1993 : Tamerlano de Georg Friedrich Haendel, Badisches Staatstheater Karlsruhe
- 1993 : Boris Goudounov de Moussorgski, direction musicale Alain Lombard, Palais des sports de Bordeaux
- 1994 : L'opera seria de Léopold Gassmann, direction musicale René Jacobs, Festival de Schwetzingen et Deutsche Oper Berlin
- 1994-1995 : Der Ring des Nibelungen de Richard Wagner à Karlsruhe
- 1996 : Boris Goudounov de Moussorgski, direction musicale Friedemann Layer, Corum de Montpellier
- 1996 : L'Argia de Cesti, direction musicale René Jacobs, Festival d'Innsbruck
- 1999 : La vie brève de Manuel de Falla et Il Tabarro de Puccini, Opéra de Marseille
- 2001 : La traviata de Verdi, direction musicale Arthur Fagen, Opéra de Montpellier
- 2001 : Juditha triumphans de Vivaldi avec l'Académie vocale Opéra Junior, Opéra de Montpellier
- 2001 : Les Noces de Figaro de Mozart, direction musicale René Jacobs, théâtre des Champs-Élysées
- 2002 : Une fête chez Rabelais avec l'ensemble Clément-Janequin, Bouffes-du-Nord et Atelier lyrique de Tourcoing
- 2002 : Le Petit Prince de Richard Cocciante, Casino de Paris
- 2003 : L'opera seria de Gassmann, direction musicale René Jacobs, théâtre des Champs-Élysées
- 2003 : Don Pasquale de Gaetano Donizetti, direction musicale Yves Abel, Deutsche Oper Berlin
- 2004 : Faust de Gounod, direction musicale Yves Abel, Teatro San Carlo de Naples
- 2005 : Bianca e Falliero, direction musicale Renato Palumbo, Festival Rossini de Pesaro
- 2007 : Pelléas et Mélisande de Debussy, direction musicale Bernard Haitink, théâtre des Champs-Élysées et Opéra de Lille
- 2008 : Thésée de Lully, direction musicale Emmanuelle Haïm, théâtre des Champs-Élysées
- 2008 : Andrea Chénier de Umberto Giordano, direction musicale Paolo Olmi, Opéra de Nancy
- 2008 : Le Songe d'une nuit d'été de Benjamin Britten, direction musicale Paolo Olmi, Opéra de Nancy
- 2009 : Carmen de Bizet, direction musicale Yutaka Sado, tournée au Japon
- 2010 : Don Giovanni de Mozart, direction musicale Franz Welser-Möst, Wiener Staatsoper
- 2011 : Les Noces de Figaro de Mozart, direction musicale Franz Welser-Mőst, Wiener Staatsoper
- 2011 : Faust de Gounod, direction musicale Alain Altinoglu, Opéra-Bastille
- 2012 : Macbeth de Verdi, direction musicale Kwamé Ryan, Opéra de Bordeaux

## Distinctions
- Prix Claude-Rostand (meilleur spectacle lyrique en province) pour David et Jonathas de Marc-Antoine Charpentier à l'Opéra de Lyon, saison 1980/1981[7]
- Prix Claude-Rostand pour Le Couronnement de Poppée de Monteverdi à l'Atelier lyrique de l'Opéra du Nord - Tourcoing, saison 1981/1982[7]
- Grand prix de la meilleure production lyrique pour Les Boréades de Rameau au festival d'Aix-en-Provence, saison 1982/1983[7]
- Grand prix de la meilleure production lyrique pour Les Noces de Figaro de Mozart au théâtre des Champs-Élysées, saison 2001/2002[7]

## Publications
- Voyages à l'intérieur de l'opéra baroque, éditions Fayard, 1990 (OCLC 301434656)
- L'Opéra imaginaire (avec Nicole Gault), éditions Messidor, 1991  (ISBN 2-209-06441-4)